# Longs couteaux
Pour la purge menée par les Nazis en 1934, voir nuit des Longs Couteaux.
Longs couteaux est un terme utilisé par les Mingos, puis par les Amérindiens de la vallée de l'Ohio pour désigner les colons anglais de la Virginie, par opposition à ceux de New York et de Pennsylvanie.
C'est d'abord une traduction littérale du nom que les Iroquois ont accordé tout d'abord au gouverneur de Virginie Francis Howard en 1684, Assarigoe (et autres variantes Assaregoa, Assaragoa, Asharigoua), qui signifie « coutelas » en onondaga. Ce mot a été choisi comme un jeu de mots sur le nom de Howard, qui ressemble au mot hollandais hower et qui signifie « coutelas » (similaire au choix du nom Onas en iroquois ou quill pen en anglais, pour les gouverneurs de Pennsylvanie, dont le premier fut William Penn).
Le nom « longs couteaux » pourrait également se référer aux longues épées portées par les officiers de l'armée coloniale.
George Rogers Clark parla de lui-même et de ses hommes comme des Gros Couteaux ou des Virginiens dans son discours aux Amérindiens en 1778 après la prise de Vincennes. Dans la dernière partie de la guerre d'indépendance américaine, durant et pendant la guerre de 1812, le terme a été utilisé pour désigner les Américains.